# Torsten Raspe
Torsten Raspe (* 1. August 1969 in Merseburg) ist ein ehemaliger deutscher Fußballspieler. In der höchsten Spielklasse des DDR-Fußballs, der Oberliga, spielte er für den HFC Chemie.

## Sportliche Laufbahn

### Gemeinschafts-, Club- und Vereinsstationen
Der Mittelfeldspieler begann seine fußballerische Laufbahn 1975 bei der BSG Chemie Buna Schkopau. 1982 wurde er zum Halleschen FC delegiert, wo sich das Talent zum Juniorenauswahlspieler entwickelt. In der höchsten Spielklasse des DDR-Fußballs kam er in acht Partien zum Einsatz und traf dabei einmal ins Tor. Noch als Juniorenspieler debütierte er am 20. Spieltag der Saison 1987/88 im ostdeutschen Oberhaus. Im Rahmen der Gastspielgenehmigung trat er 1989/90 parallel für seine alte Gemeinschaft Chemie Buna Schkopau in der zweitklassigen Liga an.
Nach der Wende, aber noch vor Wiedervereinigung und der Zusammenführung von ost- und westdeutschem Fußball wechselte er im Sommer 1990 zum SSV Ulm 1846, der damals in der drittklassigen Amateur-Oberliga antrat. 1995 wurde er von den Stuttgarter Kickers verpflichtet, mit denen er 1996 in die Zweite Liga aufstieg. Bis 2001 bestritt er für die Schwaben 134 Zweitligaspiele, in denen er vier Tore erzielte. Als die Kickers 2001 abstiegen, wechselte er zum Konkurrenten in der Regionalliga Süd, Rot-Weiß Erfurt. Für diesen Verein spielte er zwei Jahre lang. Er absolvierte 55 Spiele und schoss ein Tor.
Danach spielte er noch einige Jahre in der Verbandsliga Württemberg für den TSV Schönaich und den VfL Kirchheim/Teck. Mit Letzterem stieg er 2008 in die Oberliga Baden-Württemberg auf. Anschließend wechselte er zum Landesligisten FSV Waiblingen und von 2011 bis 2013 ließ er seine Karriere in der Kreisliga beim SV Hegnach ausklingen.

### Auswahleinsätze
Der HFC-Chemie-Akteur spielte in Auswahlmannschaften des DFV auf internationaler Ebene. Auswahlspiele im älteren Jugendbereich sind für ihn so im Spieljahr 1985/86 in der U-16-Nationalelf der DDR dokumentiert.
Mit der DDR-U-20 nahm er Anfang 1989 an der Junioren-WM teil und wurde dabei in zwei Spielen eingesetzt. Für das globale Championat hatte sich die ostdeutsche Auswahl als Dritter der U-18-EM 1988 in der ČSSR qualifiziert. In der älteren Juniorennationalelf waren ihm in zwölf Spielen zwei Tore gelungen. Zu seinen Leistungen bei der U-18-EM im Sommer 1988 urteilte das Fachblatt fuwo: „Ein unauffälliger, mannschaftsdienlicher Spieler. (...) Muß sein technisches Können mit energischerem Zweikampfverhalten paaren.“